# Erwin Leder
Erwin Alois Robert Leder (ur. 30 lipca 1951 w St. Pölten) – austriacki aktor teatralny, telewizyjny i filmowy, laureat włoskiej nagrody Mystfest w Cattolica za rolę Sandora w dramacie Eis (1989).

## Filmografia

### Filmy fabularne
- 1981: Okręt (Das Boot) jako mechanik Johann
- 1983: Angst jako psychopata
- 1993: Trzej muszkieterowie (The Three Musketeers) jako chłop
- 1993: Lista Schindlera (Schindler’s List) jako oficer Waffen-SS
- 1998: Powrót Winnetou (Winnetous Rückkehr, TV) jako Fred
- 2003: Underworld jako Singe
- 2005: Taxidermia jako Krisztián
- 2006: Klimt jako pielęgniarz
- 2006: Underworld: Evolution jako Singe
- 2007: Trzej zbójcy (Die drei Räube) jako Kutscher (głos)
- 2011: Śpiąca dziewczyna (Das schlafende Mädchen) jako Knitter
- 2011: Katharsis jako Siegfried Lugman
- 2012: Testament nierządnicy (Das Vermächtnis der Wanderhure, TV) jako Diener Hettenheim
- 2015: PPPasolini jako Pier Paolo Pasolini
- 2015: Najpiękniejsze baśnie braci Grimm: Biały wąż (Die weiße Schlange, TV) jako Friedrich
- 2016: Melanijas hronika jako Jacob

### Seriale TV
- 1985-87: Okręt (Das Boot) jako mechanik Johann
- 1994: Telefon 110 jako Georges Bottequin
- 1994: Komisarz Rex jako pacjent
- 1996: Tatort (Miejsce zbrodni) jako Rabe
- 1996-2001: Wzywam doktora Brucknera (OP ruft Dr. Bruckner) jako dr Arno Seibt
- 1997: Kobra – oddział specjalny - odc. Generalprobe jako Harro
- 1999: Medicopter 117 (Medicopter 117 – Jedes Leben zählt) jako Paul Dorsch
- 1999: Komisarz Rex jako przewodnik w muzeum
- 2007: Jednostka specjalna „Dunaj” (SOKO Donau) jako Josef Birkmayer
- 2016: Kobra – oddział specjalny - odc. Obława (Treibjagd) jako Django